# Mercurio (astrologia)
Mercurio è il pianeta del sistema solare più vicino al Sole. In astrologia, indica il tipo di intelligenza, l'astuzia, l'apprendimento, l'agilità e la lucidità mentale, lo spirito critico, l’ironia, il sarcasmo, i riflessi e le capacità comunicative dell'individuo. In altre parole, Mercurio indica il modo di pensare e di reagire delle persone agli stimoli intellettuali.

## Caratteristiche e posizioni

Simbolo astrologico di Mercurio

Secondo l'astrologia tradizionale è il pianeta governatore dei segni dei Gemelli (domicilio diurno) e della Vergine (domicilio notturno), con le relative case astrologiche (III e VI casa, case della comunicazione e della salute). Nonostante gli aspetti antitetici di questi segni (il primo è estroverso ma dispersivo, il secondo è timido ma concreto), essi hanno comunque in comune la mente analitica, l'ironia e il sarcasmo e uno spirito critico molto accentuato, e sono proprio queste le caratteristiche peculiari di questo pianeta. È di conseguenza in esilio in Sagittario e Pesci. 
Tradizionalmente l'esaltazione avviene anch'essa in Vergine, secondo la teoria dell'astrologa Lisa Morpurgo vi è stato un errore originario di trascrizione del simbolo dello Scorpione, molto simile, e propone anche in base ad una revisione completa della tabella delle esaltazioni e delle cadute quindi l'esaltazione in questo segno con la conseguente caduta in Toro.
Oltre che alla teoria di Lisa Morpurgo, all'estero, in particolare nei paesi anglofoni, in alternativa alla  Vergine, l'esaltazione è associata al segno zodiacale dell'Aquario, con conseguente caduta nel segno opposto del Leone.
Essendo il primo pianeta del sistema solare, Mercurio si trova tra la Terra e il Sole. Per questo motivo, visto dal nostro pianeta, si distanzia poco dal Sole più precisamente fino ad un massimo di 28°. Visto che ogni segno occupa un angolo di 30° nella ruota dello zodiaco, ne deriva che Mercurio non può mai trovarsi oltre il segno precedente o il successivo al proprio segno zodiacale. Sempre per la vicinanza al Sole, è molto facile che appaia retrogrado, ovvero che visto dalla Terra sembri indietreggiare sulla sua orbita rispetto alla sua direzione normale (in senso orario) a causa del contemporaneo movimento della terra intorno al sole.

## Mercurio nei segni
La posizione di Mercurio, analogamente a quella di tutti gli altri pianeti, influenza la mentalità dell'individuo allo stesso modo qualunque sia la posizione del suo sole. Questo significa che la descrizione classica del modo di ragionare di un segno può non corrispondere completamente alla realtà per chi possiede mercurio in un segno diverso: un Pesci che sa svolgere un lavoro da leader ha molto probabilmente Mercurio in Ariete, un Bilancia che sembra cercare l'ordine assoluto più che l'armonia nel mondo ha sicuramente Mercurio in Vergine, un Aquario poco razionale non può che avere Mercurio in Pesci.

### Ariete
Mercurio in Ariete è impulsivo, intraprendente ed audace. Caratterizza persone sicure di sé, che reagiscono rapidamente e parlano con velocità. Curiosi, hanno intuizioni rapide e svariati interessi. Non amano perdersi in dettagli che ne possano rallentare il pensiero e l'azione. Amano partecipare a discussioni accese. La concentrazione è carente e spesso questi soggetti sprecano troppe energie intellettive. La creatività è spesso fuori dal comune. Possono essere abili imprenditori, scienziati, artisti.

### Toro
Mercurio in Toro è lento ad apprendere ma difficilmente dimentica ciò che ha imparato. Caratterizza persone dall'intelligenza pratica, orientata verso gli aspetti stabili e terreni della vita. Pregi di questa posizione sono il tatto e il buon senso. Si esprimono con lentezza e potrebbero apparire alla lunga noiosi e monotoni, a meno che non usino il loro senso dell'umorismo. Dotate di molta concentrazione, tendono ad ignorare ciò che non interessa loro direttamente. Concrete e amanti dei piaceri, spesso si interessano di economia, gastronomia, sessualità, musica.

### Gemelli
Mercurio in Gemelli è estroverso e vivace. Caratterizza persone con savoir-faire, capacità dialettica ed eloquio brillante. Hanno una mente veloce, pronta, scaltra, capace di gestire due pensieri o attività allo stesso tempo. Superficialità, distrazione cronica, tendenza al disordine sono gli aspetti negativi di questa posizione. Questi individui si annoiano molto facilmente e non esitano a cambiare in cerca di novità che li stimolino mentalmente. Naturalmente portati per la comunicazione, sono abili venditori, intrattenitori, avvocati, politici.

### Cancro
Mercurio in Cancro è sensibile, fantasioso e intuitivo. Caratterizza persone che risultano suscettibili e maliziose; comunicano con le emozioni e preferiscono il pensiero alle parole. Sentimenti ed emotività tendono a guidare la mente e le decisioni più della ragione. Sono molto attratte dalla storia, dall'esperienza del passato, e sono legate mentalmente alla casa, alla famiglia e al proprio prossimo in generale. Hanno grande memoria e buone capacità diplomatiche per la loro natura pacifica. Sono ottimi romanzieri, storici, poeti, bibliotecari.

### Leone
Mercurio in Leone è solare, sicuro, ottimista. Caratterizza persone che amano essere notate e ascoltate, spesso in modo da avere la possibilità di imporre le proprie idee sugli altri. Ben organizzate, hanno grande spirito di iniziativa.  La loro intelligenza è sempre chiara e concisa. Sono stabili nelle loro idee e nelle loro decisioni. Possono dimostrarsi arroganti e superficiali e le loro idee possono essere troppo presuntuose, ma il loro eloquio è sempre affascinante: per questo motivo hanno talento come attori, imprenditori, politici, educatori.

### Vergine
Mercurio in Vergine è meticoloso, analitico, preciso. Caratterizza persone attente, logiche e razionali, che hanno bisogno sempre di conoscere tutto fin nei minimi particolari. La mente è solida, concreta, critica. Gli studi e l'apprendimento sono favoriti in quanto questa posizione dà grandi doti di osservazione e studio dei risultati. Tendono disperatamente all'enciclopedismo e alla pedanteria. Possono essere individui servizievoli, favorevoli ad aiutare ed attenti lavoratori. Sono ottimi magistrati, letterati, scienziati, insegnanti, organizzatori del lavoro (capicantieri, registi, capicuochi, arcivescovi).

### Bilancia
Mercurio in Bilancia è aperto, comprensivo, conciliante. Caratterizza persone intelligenti e veloci nell'apprendere, che amano soppesare e valutare attentamente ciò che dicono. Hanno una visione critica della realtà; tendono a cercare continuamente un proprio equilibrio mentale, il che li rende indecisi ed estremamente cauti nelle loro scelte, importanti o meno che siano. La parlantina è affascinante, diplomatica, gentile e convincente. Amano la comunicazione scritta e musicale e sono molto sensibili all'aspetto estetico delle cose: per questo possono essere eccellenti cantanti, musicisti, poeti, esperti di moda, esteti.

### Scorpione
Mercurio in Scorpione è incisivo, curioso, inquieto, affascinante. Caratterizza persone dall'intelligenza intuitiva e profonda, interessata agli aspetti misteriosi e nascosti della vita. Persone intense e passionali, diventano taglienti e vendicative se irritate. Determinate e ricche di idee, la loro mente è potente e penetrante. Possono essere permalosi, diventare arroganti e sostenere ad ogni costo le loro opinioni anche quando sbagliano. Talora distorcono la realtà a causa di ossessioni, paranoie, manie di persecuzione, eccessiva impressionabilità. Amano scrutare e portare alla luce aspetti del mondo e delle persone che difficilmente gli altri riescono a scorgere. Sono valenti scienziati, medici, chirurghi, scrittori, critici, storici, archeologi, ricercatori, psicologi.

### Sagittario
Mercurio in Sagittario caratterizza persone sagaci, dotate di un'intelligenza rapida e penetrante, che amano guardare lontano, conoscere culture e tradizioni diverse dalle proprie, espandere il proprio sapere. Il loro pensiero si manifesta tramite una sintesi di intuizione e razionalità e di regola è fondato sull'esperienza. Adorano viaggiare, istruirsi, imparare lingue straniere, esplorare nuovi concetti e riflettere su ogni questione; sono generalmente attratti dal pensiero filosofico e religioso. Si tratta di grandi conversatori, anche se possono peccare di impulsività, essere pettegoli e disorganizzati. Sornioni, spesso recitano la parte degli ingenui per ingannare il prossimo o schivare le responsabilità. Possono occuparsi di commercio, turismo, incarichi governativi o manageriali, lavori che comportino numerosi viaggi e contatti con altre persone, istruzione superiore, alti studi letterari, scientifici, filosofici o religiosi.

### Capricorno
Mercurio in Capricorno è serio, essenziale, perspicace. Caratterizza persone ambiziose, logiche e razionali, molto rivolte all'atto pratico delle cose. Organizzate e metodiche, sono minuziose e distaccate. Comunicano poco o con difficoltà, apprendono lentamente ma sanno fare un uso pratico e giudizioso di ciò che imparano. Sono persone dotate di grande concentrazione. Sono attratte dal successo, nel lavoro e nella vita, e danno grande importanza all'immagine e alla posizione sociale. Possono avere buone capacità imprenditoriali e talento per le scienze, e preferiscono posizioni di comando e di controllo.

### Acquario
Mercurio in Acquario è progressista e originale. Caratterizza persone creative, dal pensiero eccentrico e fuori dal comune. Sono fredde e distaccate, il che permette loro di osservare il mondo in maniera oggettiva ma impersonale. Idealiste e inconcrete, preferiscono lottare per un ideale che per lavoro, famiglia o denaro. Cordiali e amichevoli, amano discutere degli argomenti che stanno loro più a cuore, anche violentemente. A volte perseguono sogni irrealizzabili o credono in mondi utopici. Attratti dal futuro e dalla tecnologia e comunicatori stravaganti, sono adatti a lavori nell'elettronica, nell'informatica, nelle scienze, nel cinema, nella musica, nei media.

### Pesci
Mercurio in Pesci è intuitivo, fantasioso e spirituale. Caratterizza persone immaginative, la cui ragione è dominata dai sentimenti e dai sogni. Irrazionali, tendono ad affrontare la realtà in modo confuso e incerto. Incredibilmente creativi, hanno un talento innato per la ricezione e l'empatia ma hanno problemi nell'organizzare le loro capacità. Il pensiero è poco pratico e molto mutevole. Sono buoni conversatori e soprattutto ottimi ascoltatori. Il pensiero sensibile e brillante favorisce professioni artistiche, in particolare pittura, poesia, canto, ballo, musica.